# Life Gone Wild
Life Gone Wild är en EP av det brittiska metalcore-bandet Asking Alexandria. Den släpptes den 21 december 2010 genom Sumerian Records och innehåller "Breathless", dubstep-remixer av "A Single Moment of Sincerity" och "Not the American Average", två Skid Row-covers av "18 and Life" och "Youth Gone Wild" och en tidigare osläppt demoversion av "I Was Once, Possibly, Maybe, Perhaps a Cowboy King". Omslaget påminner även om omslaget till Skid Rows debutalbum, som EP:n tar sitt namn ifrån genom att kombinera två Skid Row-låttitlar, "18 and Life" och "Youth Gone Wild".

## Låtlista
| Nr           | Titel                                                     | Längd |
| ------------ | --------------------------------------------------------- | ----- |
| 1.           | Youth Gone Wild (Skid Row cover)                          | 3:17  |
| 2.           | 18 and Life (Skid Row cover)                              | 3:48  |
| 3.           | A Single Moment of Sincerity (Bare remix)                 | 3:46  |
| 4.           | Not the American Average (Voorny remix)                   | 4:21  |
| 5.           | I Was Once, Possibly, Maybe, Perhaps a Cowboy King (Demo) | 4:01  |
| 6.           | Breathless (Demo från Reckless & Relentless)              | 4:07  |
| Total längd: | Total längd:                                              | 23:20 |

## Medverkande
| Asking Alexandria - Sam Bettley - elbas - Ben Bruce - gitarr, bakgrundssång, programmering - James Cassells - trummor - Cameron Liddell - kompgitarr - Danny Worsnop - sång, programmering | Produktion - Joey Sturgis - producent |